# الأكاديمية العسكرية للقوات المسلحة الألمانية
الأكاديمية العسكرية للقوات المسلحة الألمانية أو كلية القيادة والأركان للقوات المسلحة الألمانية (بالألمانية: Führungsakademie der Bundeswehr)، اختصارًا FüAkBw. هي كلية الأركان العامة (الأكاديمية العسكرية العليا) للقوات المسلحة الألمانية، Bundeswehr، التي تأسست في عام 1957 خلفًا للأكاديمية العسكرية البروسية، التي تأسست في عام 1810. منذ عام 1958 تقع في هامبورغ. شعارها هو "Mens agitat molem"، «العقل يحرك المادة». كونها المؤسسة التعليمية الرائدة للقوات المسلحة الألمانية، تشتهر الأكاديمية بتميزها. تقوم الأكاديمية بتعليم النخبة المستقبلية ليس فقط القوات المسلحة الألمانية ولكن أيضًا الدول الأعضاء الأخرى في الاتحاد الأوروبي وحلف شمال الأطلسي.

## الخريجين
بين 1962 و1997 تلقى 800 ضابط من أكثر من 80 دولة تعليمهم في الأكاديمية. تم تعيين العديد من الطلاب السابقين في مناصب عسكرية عالية في بلدانهم بعد دراستهم.